# Spider-Man Unlimited
Spider-Man Unlimited var en animerad TV-serie baserad på Marvel Comics Spider-Man. Serien utkom 1999, och fick bra kritik, men överskuggades av Pokémon, och avbröts snart. Fox fortsatte sedan sända 13 avsnitt, det sista slutade med en cliffhanger. Flera manuskript skrevs för andra säsongen, inklusive avslutningen på cliffhangern, men producerades aldrig.
Med start 10 oktober 2009 började Jetix visa alla 13 avsnitt Spider-Man Unlimited. Disney XD sände dem senare på helgkvällar.

## Rollfigurer
- Rino Romano - Spider-Man/Peter Parker, Green Goblin/Hector Jones
- Brian Drummond - Venom/Eddie Brock
- Michael Donovan - Carnage/Cletus Kasady
- Garry Chalk - Mr. Meugniot, The Reverend, Durwood Bromley
- John Payne II - John Jameson
- Akiko Morison - Dr. Naoko Yamada-Jones
- Rhys Huber - Shane Yamada-Jones
- Christopher Gaze - Daniel Bromley, Karens Father
- Jennifer Hale - Mary Jane, Lady Vermin, Karens mor, Haley Wing
- Kimberly Hawthorne - Karen O'Malley
- Kathleen Barr - Alice, Prima
- Jim Byrnes - Fire Drake
- Tasha Simms - Lady Ursula
- Paul Dobson - The Hunter
- David Sobolov - Lord Tyger
- Ron Halder - Sir Ram
- Scott McNeil - Vulture, Man-Wolf (SFX), Lester
- Mark Gibbon - Nick Fury
- Richard Newman - J. Jonah Jameson, High Evolutionary, Dr. Brofski
- Dale Wilson - X-51, Machine Men, Elektro, Phil

## Mottagande
Många fans var besvikna på Spider-Man Unlimited. Vissa trodde den skulle vara mer som i serietidningar. Dock prisades animeringsstilen.
Serien överskuggades av Pokemon, som sändes i Kids' WB. Pokemon hade högre tittarsiffror, vilket ledde till att serien avbröts.

### Fotnoter
1. ↑  hämtat från: ryskspråkiga Wikipedia.[källa från Wikidata]
2. ↑  ”Spider-Man on TV”. IGN. http://uk.tv.ign.com/articles/785/785521p4.html. Läst 9 september 2010.
3. ↑  Fritz, Steve (18 augusti 1999). ”The Web-Slinger Visits Counter-Earth This Fall”. USA: Mania. Arkiverad från originalet den 29 januari 2000. https://web.archive.org/web/20000129195650/http://www.anotheruniverse.com/columns/animated/animated082099.html. Läst 13 maj 2011.
4. ↑  Fritz, Steve (3 november 1999). ”Avengers In, Spider-Man Out--For Good?”. USA: Mania. Arkiverad från originalet den 24 januari 2000. https://web.archive.org/web/20000124185458/http://www.anotheruniverse.com/columns/animated/animated110599.html. Läst 13 maj 2011.